# فرست اسکات‌ریل
فرست اسکات‌ریل (انگلیسی: First ScotRail) شرکت ترابری ریلی اسکاتلندی است، که در سال ۲۰۰۴ تأسیس شد.